# Su Shi
Su Shi, znany również jako Su Dongpo (ur. 8 stycznia 1037, zm. 24 sierpnia 1101) – chiński poeta, prozaik, kaligraf i polityk z czasów dynastii Song.
Urodził się w Meizhou (obecnie Meishan) w prowincji Syczuan w rodzinie urzędnika dworskiego. Również jego ojciec, dwaj bracia i siostra byli poetami.
Su Shi napisał około 4000 wierszy, z których największe uznanie przyniosły mu adresowane do Ouyang Xiu wiersze o przyjaźni, oraz poezje opiewające tradycje patriotyczne, m.in. Chibifu (Czerwone klify; miejsce sławnej bitwy) i Jidianjidaowen (Refleksje o przyszłości).
Był przeciwnikiem reform Wang Anshi, za co został zesłany do prowincji Hubei. Z wygnania powrócił po zmianie na tronie cesarskim w 1086, i został mianowany m.in. członkiem Akademii Hanlin. Jednak po wznowieniu reform w 1094 roku ponownie skazano go na banicję, którą darowano mu dopiero w 1100 roku.
Praktykował chan u mistrza Zhaoxue Changzonga (1025–1091).
Książka Anny Król Su Shi – wiersze z zesłania jest w zasadzie plagiatem, tłumaczeniem doktoratu Kathleen M. Tomlonovic (University of Washington, Seattle, 1989) Poetry of exile and return: a study of Su Shi (1037-1101).